# Mesalina olivieri
Espèce
Synonymes
- Lacerta olivieri Audouin, 1829
- Eremias guichenoti Doumergue, 1901
- Eremias susana Boulenger, 1918
- Eremias latastii Boulenger, 1918
- Eremias olivieri schmidtii Haas, 1951

Mesalina olivieri est une espèce de sauriens de la famille des Lacertidae.

## Répartition
Cette espèce se rencontre au Maroc, au Algérie, en Tunisie, en Libye, au Égypte, en palestine, en Jordanie, en Irak, en Arabie saoudite et au Yémen.

## Liste des sous-espèces
Selon The Reptile Database (30 janvier 2013) :
- Mesalina olivieri olivieri (Audouin, 1829)
- Mesalina olivieri schmidtii (Haas, 1951)

## Publications originales
- Audouin, 1829 : Explication sommaire des planches de reptiles (supplément), publiées par Jules-César Savigny, membre de l'Institut; offrant un exposé des caractères naturels des genres, avec la distinction des espèces. Description de l'Égypte, Histoire naturelle, Volume I, p. 97–140 (texte intégral).
- Haas, 1951 : Remarks on the status of the lizard Eremias olivieri in Palestina, and a description of a new subspecies. Copeia, vol. 1951, no 4, p. 274-276.